# Elettrotreno RENFE 490
L'elettrotreno Alaris 490 (o RENFE Serie 490) – in passato noto anche col nome di Intercity 2000 – è stato un treno rapido ad assetto variabile con sistema di pendolamento attivo, prodotto nel 1998 per l'Alta Velocidad Española della RENFE dalla Fiat Ferroviaria in collaborazione con la filiale spagnola della Gec Alstom.

## Storia
Nella metà degli anni novanta le Ferrovie spagnole (RENFE) decisero di sostituire gli ormai obsoleti treni Talgo III con oltre trenta anni di servizio e cercarono sul mercato europeo un tipo di rotabile in grado di circolare a velocità elevata sulle proprie linee a trazione elettrica. L'offerta del gruppo di imprese costituito da GEC, Alstom, e Fiat Ferroviaria venne ritenuta la più adatta: si trattava di un treno ad assetto variabile sviluppato sulla falsariga dell'ETR 470 Cisalpino che prese il nome di ETR 490. Vennero costruiti negli stabilimenti di Fiat Ferroviaria, a Barcellona e Valencia nel numero di 10 treni completi. Le nuove unità presero servizio sulla nuova linea Madrid-Valencia via Albacete. 
All'inizio venne denominato InterCity 2000, ma si ritenne poco tempo dopo che il generico titolo non fosse sufficientemente rappresentativo del servizio e venne cambiato in Alaris.
A partire dal 13 agosto 2013 tutta la serie di 10 treni è stata accantonata per i problemi riscontrati nei carrelli.

## Caratteristiche
È uno dei derivati della famiglia dei pendolini italiani con cui condivide la cassa e le apparecchiature elettriche. Le somiglianze sono evidenti anche nel frontale, che è quello caratteristico della serie ETR 460 Fiat, disegnata da Giugiaro.
Il 490 è composto di sole tre casse: due motrici di testa e una rimorchiata centrale. Il rotabile rispetta, pur con l'inserimento di un veicolo non motorizzato, il principio della modularità nella distribuzione della potenza – caratteristica dei pendolini italiani – per cui ogni veicolo motore è dotato di due motori asincroni trifase sospesi alla cassa con trasmissione del moto al rispettivo carrello mediante albero e cardani.
La vettura centrale è allestita per metà come spazio passeggeri e per metà come carrozza bar e compartimento per persone a mobilità ridotta. I sedili sono vis-à-vis, con un amplissimo corridoio centrale (800 mm, contro una media di 500-600 mm e sono dotati di tavolini centrali.
Su queste è alloggiato anche l'equipaggiamento tecnico di bordo: sistema video e ripetizione acustica, climatizzazione, telefono ecc.
La cassa in lega di alluminio e la dimensione ridotta del convoglio rendono il 490 molto leggero, caratteristica che insieme all'aerodinamica filante riduce sensibilmente i consumi energetici: la potenza massima installata è di soli 2040 kW, circa un terzo rispetto all'equivalente italiano.
Il sistema di pendolamento è lo stesso della seconda e terza serie di pendolini, a controllo giroscopico e oscillazione attiva, limitato a 8° di inclinazione, con attuatori posti orizzontalmente fra carrello e cassa. I carrelli differiscono principalmente per lo scartamento allargato, tipico della rete spagnola (1 668 mm invece di 1 435). La frenatura elettrica è reostatica, quella meccanica a dischi con comando elettropneumatico.
Il servizio offerto a bordo è paragonabile alla business class degli aerei, con una serie di comfort aggiuntivi quali hostess a bordo, strumenti multimediali ai posti, giornali e parcheggi riservati nelle stazioni.